# Rod Thorn
Rodney King "Rod" Thorn (Princeton, Virginia Occidental, 23 de mayo de 1941) es un exjugador y exentrenador de baloncesto estadounidense que disputó 8 temporadas en la NBA. con 1,93 metros de altura, jugaba en la posición de base. Fue posteriormente entrenador de la NBA y de la ABA en sendas temporadas, y desde el año 2000 es el presidente del equipo de los New Jersey Nets. En 2002 fue elegido Ejecutivo del Año de la NBA.

## Trayectoria deportiva

### Universidad
Jugó durante cuatro temporadas con los Mountaineers de la Universidad de West Virginia. Tuvo la mala suerte de comenzar su carrera justo después de dejarla Jerry West, el mejor jugador que ha salido de dicha universidad. Las comparaciones fueron inevitables, ya que ambos habían levantado mucha expectación durante sus respectivas etapas de High School, y además Thorn heredó el número de la camiseta de West, el 44. Hasta 100 universidades de todo el país se interesaron por él, decidiendo al final entre Duke y West Virginia, optando por esta última.
En el total de su carrera colegial promedió 21,8 puntos y 11,1 rebotes por partido, siendo elegido en 1962 y 1963 en el segundo equipo All-American.

### Profesional
Fue elegido en la segunda posición del Draft de la NBA de 1963 por Baltimore Bullets, donde actuó como titular prácticamente desde el primer partido, acabando el año con 14,4 puntos, 4,8 rebotes y 3,7 asistencias por partido, lo que le valió para ser incvluido en el mejor quinteto de rookies de la temporada 1963-64.
Al comienzo de la temporada siguiente fue incluido en un gran traspaso que afectó a ocho jugadores, y en el cual fue traspasado a Detroit Pistons junto con Terry Dischinger y Don Kojis a cambio de Bailey Howell, Bob Ferry, Don Ohl y los derechos del draft de Wali Jones y Les Hunter. Allí vio reducido el número de minutos por partido, pero a pesar de ello cuajó una buena primera temporada, promediando 11,0 puntos y 3,6 rebotes por noche. Mediada la temporada 1965-66 fue traspasado a St. Louis Hawks, donde jugó temporada y media, antes de ser traspasado nuevamente a Seattle Supersonics. Allí, su primera temporada fue la mejor como profesional, acabando el año como el tercer mejor anotador del equipo con 15,2 puntos por encuentro, solo por detrás de Mahdi Abdul-Rahman y Bob Rule.
Las dos siguientes temporadas se vieron truncadas por las lesiones, jugando apenas 48 partidos entre ambas temporadas. Volvió en plenitud en la temporada 1970-71, pero ya con 29 años se vio relegado al banquillo, jugando apenas 12 minutos por partido, en los que promedió 5,6 puntos y 2,9 asistencias. Al acabar la temporada se retiró definitivamente. En el total de su trayectoria profesional promedió 10,8 puntos y 3,1 rebotes por partido.

### Entrenador y General Mánager
Tras retirarse como jugador, continuó un año más en los Sonics como asistente del entrenador Lenny Wilkens. Aprovechó además para graduarse en Ciencias Políoticas por la Universidad de Washington. En 1973 es contratado como asistente de los New York Nets de la ABA, en una temporada en la que ganaron el título, liderados por Julius Erving. En 1975 fue ascendido a entrenador principal, ganando 20 de los 47 primeros partidos del año, antes de ser reemplazado por Joe Mullaney.
En 1978 es contratado por Chicago Bulls como general manager, donde permanecería durante 7 temporadas, actuando como entrenador interino del equipo en la temporada 1981-82 durante 30 partidos. Fue el responsable de la elección en el draft de 1984 de Michael Jordan. Incomprensiblemente, fue despedido en marzo de 1985 cuando Jerry Reinsdorf se convirtió en el nuevo propietario de los Bulls, e impuso a su hombre de confianza, Jerry Krause.
Poco después, David Stern, el comisionado de la NBA, le ofreció el puesto de vicepresidente de operaciones de la liga, cargo que tuvo hasta el año 2000. El 2 de junio de ese año es nombrado presidente de los New Jersey Nets. Dos años más tarde fue el responsable del traspaso de Jason Kidd a los Nets a cambio de Stephon Marbury, con el cual los Nets llegaron a las Finales de la NBA por primera vez en su historia, en las que cayeron ante Los Angeles Lakers. Fueron motivos suficientes para que fuese elegido esa temporada como Ejecutivo del Año de la NBA.

## Estadísticas de su carrera en la NBA

### Temporada regular
| Temporada | Edad | Equipo              | Liga | P   | TIT | MIN  | TC  | TCA  | %TC  | 3P | 3PA | %3P | TL  | TLA | %TL  | R.OF. | R.DEF. | REB | ASIS | ROB | TAP | PER | FP  | PTS  |
| 1963-64   | 22   | Baltimore Bullets   | NBA  | 75  |     | 34.6 | 5.5 | 13.5 | .405 |    |     |     | 3.4 | 4.7 | .731 |       |        | 4.8 | 3.7  |     |     |     | 2.5 | 14.4 |
| 1964-65   | 23   | Detroit Pistons     | NBA  | 74  |     | 23.9 | 4.3 | 10.1 | .427 |    |     |     | 2.4 | 3.3 | .724 |       |        | 3.6 | 2.2  |     |     |     | 1.6 | 11.0 |
| 1965-66   | 24   | TOTAL               | NBA  | 73  |     | 23.8 | 4.2 | 10.0 | .420 |    |     |     | 2.3 | 3.2 | .712 |       |        | 2.9 | 2.0  |     |     |     | 2.0 | 10.7 |
| 1965-66   | 24   | Detroit Pistons     | NBA  | 27  |     | 30.2 | 5.3 | 12.7 | .417 |    |     |     | 3.3 | 4.6 | .732 |       |        | 3.7 | 2.4  |     |     |     | 2.5 | 13.9 |
| 1965-66   | 24   | St. Louis Hawks     | NBA  | 46  |     | 20.1 | 3.5 | 8.4  | .423 |    |     |     | 1.7 | 2.5 | .690 |       |        | 2.4 | 1.8  |     |     |     | 1.7 | 8.8  |
| 1966-67   | 25   | St. Louis Hawks     | NBA  | 67  |     | 17.4 | 3.5 | 7.8  | .445 |    |     |     | 1.9 | 2.6 | .727 |       |        | 2.4 | 1.8  |     |     |     | 1.3 | 8.8  |
| 1967-68   | 26   | Seattle Supersonics | NBA  | 66  |     | 25.3 | 5.7 | 12.7 | .451 |    |     |     | 3.8 | 5.2 | .737 |       |        | 4.0 | 3.5  |     |     |     | 1.8 | 15.2 |
| 1968-69   | 27   | Seattle Supersonics | NBA  | 29  |     | 19.6 | 4.5 | 9.8  | .463 |    |     |     | 2.4 | 3.3 | .732 |       |        | 2.9 | 2.8  |     |     |     | 2.0 | 11.5 |
| 1969-70   | 28   | Seattle Supersonics | NBA  | 19  |     | 5.5  | 1.1 | 2.4  | .444 |    |     |     | 0.8 | 1.3 | .625 |       |        | 0.8 | 0.9  |     |     |     | 0.4 | 2.9  |
| 1970-71   | 29   | Seattle Supersonics | NBA  | 63  |     | 12.2 | 2.2 | 4.7  | .472 |    |     |     | 1.1 | 1.6 | .676 |       |        | 1.6 | 2.9  |     |     |     | 1.0 | 5.6  |
| Total     |      |                     | NBA  | 466 |     | 22.3 | 4.2 | 9.6  | .433 |    |     |     | 2.4 | 3.4 | .723 |       |        | 3.1 | 2.6  |     |     |     | 1.7 | 10.8 |

### Playoffs
| Temp.   | Edad | Equipo          | Liga | P  | MIN | TCA | TC  | 3PA | 3P | TLA | TL | R.OF. | REB | ASIS | ROB | TAP | PER | FP | PTS | %TC  | %3P | %FT  | MIN  | PTS  | REB | AST |
| 1965-66 | 24   | St. Louis Hawks | NBA  | 10 | 119 | 12  | 39  |     |    | 14  | 18 |       | 17  | 10   |     |     |     | 9  | 38  | .308 |     | .778 | 11.9 | 3.8  | 1.7 | 1.0 |
| 1966-67 | 25   | St. Louis Hawks | NBA  | 9  | 156 | 33  | 77  |     |    | 25  | 27 |       | 28  | 11   |     |     |     | 13 | 91  | .429 |     | .926 | 17.3 | 10.1 | 3.1 | 1.2 |
| Total   |      |                 | NBA  | 19 | 275 | 45  | 116 |     |    | 39  | 45 |       | 45  | 21   |     |     |     | 22 | 129 | .388 |     | .867 | 14.5 | 6.8  | 2.4 | 1.1 |